# Ronnie Hawkins
Ronald "Ronnie" Hawkins (Huntsville (Arkansas), 10 januari 1935 – Peterborough (Ontario), 29 mei 2022) was een Amerikaanse rock and roll-artiest. Hij begon zijn carrière in Arkansas, Verenigde Staten, maar brak pas echt door toen hij naar Ontario, Canada vertrok. Hawkins heeft een grote invloed gehad op de (Canadese) muziekwereld. Hawkins heeft in totaal meer dan vijfentwintig albums opgenomen. Relatief bekende nummers zijn Who Do You Love?, Hey Bo Diddley, en Suzie Q, de laatste geschreven door zijn neef Dale Hawkins.
In de jaren zestig van de twintigste eeuw was Hawkins, die ook bekendstaat onder de namen "Rompin' Ronnie", "Sir Ronnie", "Mr. Dynamo" en "The Hawk", een van de belangrijkste figuren in de wereld van rock-'n-roll in Toronto, Canada. Maar uiteindelijk werd hij bekender door de rol die hij heeft gespeeld in de carrières van andere artiesten. Uit zijn begeleidingsband The Hawks, die steeds wisselde van samenstelling, stroomden veel artiesten door tot zelfstandige acts. De succesvolste uitloper is The Band. Andere bekende alumni zijn Janis Joplins Full Tilt Boogie Band, David Clayton Thomas van Blood, Sweat & Tears, Crowbar, Bearfoot, Skylark, Lawrence Gowan, en The Weber Brothers.

## Levensloop
Hawkins werd in 1935 geboren in Huntsville, Arkansas, Verenigde Staten. Op negenjarige leeftijd verhuisde zijn familie naar Fayetteville, Arkansas. Aan de Universiteit van Arkansas in Fayetteville studeerde Hawkins lichamelijke opvoeding. Hier richtte hij ook zijn eerste band op; met The Hawks toert hij door Arkansas, Oklahoma en Missouri. Hawkins stond bekend om zijn extravagante podiumpersoonlijkheid: "His camel walk predated Michael Jackson’s moonwalk by three decades, and his back flips became an integral part of his live act".
Hawkins was eigenaar van de Rockwood Club in Fayetteville; zijn vriend Dayton Stratton was er manager. Hier traden enkele rock-'n-roll-helden op, onder wie Jerry Lee Lewis, Carl Perkins, Roy Orbison, Roy Buchanan en Leon Russell.
Hawkins maakte zijn opleiding niet af, en was korte tijd gestationeerd in Fort Chaffee, Fort Smith, als militair. Op advies van Conway Twitty startte hij in 1958 met een tour door Canada. Hawkins verhuisde zelfs daarheen; in 1964 ontving hij zijn permanente verblijfsvergunning. Hij ging wonen in Peterborough (Ontario).

Twee van de drie Hawks wilden niet meeverhuizen naar Canada. Pianist Will “Pop” Jones en gitarist Jimmy Ray “Luke” Paulman gingen terug naar de Verenigde Staten om te trouwen. Alleen de drummer, Levon Helm, bleef. De lege plekken werden opgevuld door vier Canadezen: gitarist Robbie Robertson, bassist Rick Danko, pianist Richard Manuel en toetsenist Garth Hudson. Deze samenstelling zou een aantal jaren later goud blijken. In 1963 sloot deze band, die zich The Band noemde, zich eerst aan bij Bob Dylan om zich daarna succesvol als zelfstandige act te bewijzen. In 1976 trad Hawkins op tijdens het afscheidsconcert van The Band. Hiervan werd onder de naam The Last Waltz een concertfilm gemaakt door Martin Scorsese.

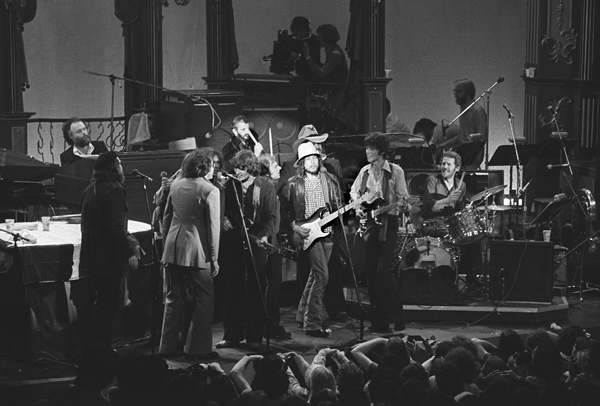
The Last Waltz. Hawkins is de man met hoed achteraan.

John Lennon en Yoko Ono deden Hawkins' Canadese boerderij aan tijdens een van hun vredesreizen. In december 1969 verbleven zij bij Hawkins in Mississauga, Ontario. Lennon signeerde hier zijn litho's uit de Bag One-serie en neemt een radiopromo op voor een single van Ronnie Hawkins: Down in the Alley. In de vroege jaren zeventig raakte Hawkins onder de indruk van de Canadese muzikant Pat Travers, die optrad in de nachtclubs van Ontario. Travers, dan 19 jaar, trad een jaar lang op met Hawkins. Hij vervolgde zijn carrière in de hardrock.
Hawkins was te zien in enkele kleine filmrollen. In 1975 speelde hij bijvoorbeeld de rol van Bob Dylan in de film Renaldo and Clara. Van september 1981 tot maart 1982 presenteerde Hawkins op de Canadese zender CTV wekelijks een eigen televisieshow Honky Tonk van een half uur, waarin hij muzikale gasten ontving. De show "captured the flavour of the urban cowboy craze".
Op 8 januari 1995 vierde Hawkins zijn zestigste verjaardag met een concert in Massey Hall, Toronto, waarvan de opnames te horen zijn op het album Let It Rock. Gastoptredens waren er door Carl Perkins, Jerry Lee Lewis, The Band (die zich opnieuw had geformeerd in gewijzigde samenstelling) en Lawrence Gowan. De blinde gitarist Jeff Healey begeleidde Hawkins grotendeels, samen met zijn eigen band The Hawks.

### Ziekte en overlijden
In 2002 kreeg Hawkins alvleesklierkanker, die terminaal leek. Na een conventionele operatie weigerde hij medicatie. Hij toonde zich een tegenstander van conventionele medicijnen. Hawkins verklaarde: "Put that chemical shit [painkillers] in your veins, that's what will get ya in trouble". Wel rookte hij marihuana, "the greatest healer in the world" en probeerde hij naar eigen zeggen alle soorten alternatieve medicatie. Robbie Robertson, ex-lid van The Hawks en The Band, bracht Hawkins in contact met Indiaanse genezers. Gitarist Lonnie Mack bracht Hawkins op het spoor van een monnik die een brouwsel maakte van de bast van een witte eik. Ook liet Hawkins zich behandelen door alternatief genezer Adam, een jongetje van 16 uit Vancouver, Canada. Op 5000 km afstand zou deze Adam door middel van een foto energiebehandelingen aan Hawkins hebben gegeven. Ronnies tumor was verdwenen. Hawkins verklaarde dat misschien één of een combinatie van deze alternatieve behandelingen hem heeft genezen, maar liet zich nergens sluitend over uit. 'The way I feel is that there is only one healer, the Big Rocker up there", he says pointing to the sky.. Over Hawkins' ziekte en genezing is er een documentaire gemaakt, waarin onder meer oud-president van de Verenigde Staten Bill Clinton aan het woord komt.
Hawkins overleed in mei 2022 op 87-jarige leeftijd.

## Prijzen en andere eerbetonen

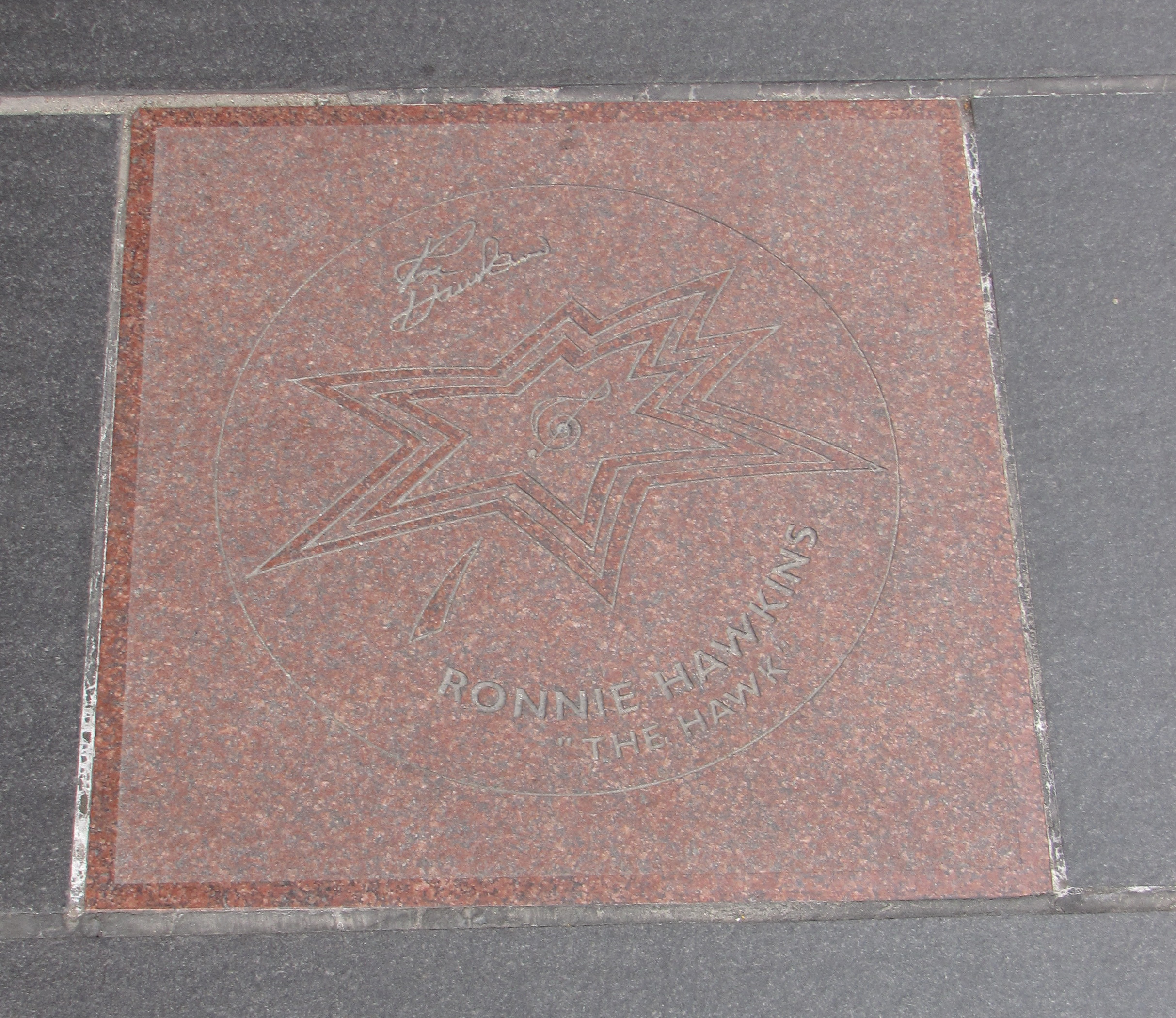
Ronnie Hawkins' ster op de Walk of Fame in Toronto, Canada.

- In 2014 werd Hawkins benoemd tot Officier in de Orde van Canada (honorair)[14].
- In 2008 was Hawkins opgenomen in de Arkansas Entertainers Hall of Fame[5].
- In november 2007 kreeg Hawkins een Special Achievement Award tijdens de Society of Composers, Authors and Music Publishers (SOCAN) Awards voor zijn verdiensten voor de Canadese muziekindustrie[2].
- In 2005 kreeg Hawkins een eredoctoraat van Laurentian University, Ontario, Canada als "Professor of Rock 'n' Roll"[15].
- In 2002 riep de stad Toronto 4 oktober uit tot Ronnie Hawkins Day[16].
- In 2002 kreeg Hawkins een ster op de Walk of Fame in Toronto voor zijn verdiensten voor de muziek en zijn bijdragen aan goede doelen[16].
- Op 4 maart 2004 werd Hawkins opgenomen in de Canadese Music Industry Hall of Fame[5]. * In 1996 ontving Hawkins de Walt Grealis Special Achievement Award van de Canadian Academy of Recording Arts and Sciences voor zijn rol in de Canadese muziekindustrie[2].
- Met de LP "Making it Again" uit 1984 won Hawkins een Juno Award in de categorie Canada's best Country Male Vocalist (Canada's beste mannelijke countryzanger)[2].
- Hawkins is ook opgenomen in de Rockabilly Hall of Fame[5].

## Discografie

### Albums
| Jaar | Album                            | CAN | NL Album Top 100 | Label          |
| ---- | -------------------------------- | --- | ---------------- | -------------- |
| 1959 | Ronnie Hawkins                   | —   | —                | Roulette       |
| 1960 | Mr. Dynamo                       | —   | —                | Roulette       |
| 1960 | Folk Ballads of Ronnie Hawkins   | —   | —                | Roulette       |
| 1961 | Sings the Songs of Hank Williams | —   | —                | Roulette       |
| 1963 | The Best                         | —   | —                | Roulette       |
| 1964 | Mojo Man                         | —   | —                | Roulette       |
| 1970 | The Best                         | —   | —                | Roulette       |
| 1970 | Ronnie Hawkins                   | 12  | —                | Cotillion      |
| 1971 | The Hawk                         | 91  | —                | Cotillion      |
| 1972 | Rock and Roll Resurrection       | —   | —                | Monument       |
| 1974 | Giant of Rock'n Roll             | —   | —                | Monument       |
| 1977 | Rockin'                          | —   | —                | Pye            |
| 1979 | The Hawk                         | —   | —                | United Artists |
| 1981 | A Legend in His Spare Time       | —   | —                | Quality        |
| 1982 | The Hawk and Rock                | —   | —                | Trilogy        |
| 1984 | Making It Again                  | —   | —                | Epic           |
| 1987 | Hello Again ... Mary Lou         | —   | —                | Epic           |
| 1995 | Let It Rock                      | —   | —                | Quality        |
| 2002 | Still Cruisin'                   | —   | —                | Hawk           |

### Singles
| Jaar | Single                        | Positie | Positie | Positie     | Positie | Positie   | Positie           | Album                      |
| Jaar | Single                        | CAN     | CAN AC  | CAN Country | US      | NL Top 40 | NL Single Top 100 | Album                      |
| ---- | ----------------------------- | ------- | ------- | ----------- | ------- | --------- | ----------------- | -------------------------- |
| 1959 | "Forty Days"                  | —       | —       | —           | 45      | —         | —                 | Ronnie Hawkins             |
| 1959 | "Mary Lou"                    | —       | —       | —           | 26      | —         | —                 | Ronnie Hawkins             |
| 1963 | "Bo Diddley"                  | —       | —       | —           | 117     | —         | —                 | singles only               |
| 1965 | "Bluebirds Over the Mountain" | 8       | —       | —           | —       | —         | —                 | singles only               |
| 1965 | "Goin' to the River"          | 34      | —       | —           | —       | —         | —                 | singles only               |
| 1970 | "Home from the Forest"        | —       | —       | 29          | —       | —         | —                 | Ronnie Hawkins             |
| 1970 | "Down in the Alley"           | 20      | —       | —           | 75      | —         | —                 | Ronnie Hawkins             |
| 1970 | "Bittergreen"                 | 36      | —       | —           | 118     | —         | —                 | Ronnie Hawkins             |
| 1971 | "Patricia"                    | 84      | 2       | 38          | —       | —         | —                 | The Hawk                   |
| 1972 | "Cora Mae"                    | 71      | —       | —           | —       | —         | —                 | Rock and Roll Resurrection |
| 1973 | "Lonesome Town"               | —       | 8       | 39          | —       | —         | —                 | Giant of Rock'n Roll       |
| 1981 | "(Stuck In) Lodi"             | —       | 7       | 8           | —       | —         | —                 | A Legend in His Spare Time |
| 1983 | "Wild Little Willie"          | —       | —       | 45          | —       | —         | —                 | The Hawk and Rock          |
| 1985 | "Making It Again"             | —       | —       | 44          | —       | —         | —                 | Making It Again            |
| 1987 | "Hello Again Mary Lou"        | —       | 17      | 39          | —       | —         | —                 | Hello Again ... Mary Lou   |
| 1995 | "Days Gone By"                | —       | —       | 51          | —       | —         | —                 | Let It Rock                |

- Bibsys: 3103110
- Bibliothèque nationale de France: cb13895046b (data)
- Gemeinsame Normdatei: 118949586
- International Standard Name Identifier: 0000 0000 7732 1188
- Library of Congress Control Number: n90621465
- MusicBrainz: 8a701db6-1180-4bfb-bd69-417614406212
- Nationale bibliotheek van Australië: 35759658
- Nationale Bibliotheek van Israël: 987008729413505171
- Nederlandse Thesaurus van Auteursnamen: 097903833
- SNAC: w67t25wr
- Système universitaire de documentation: 159826144
- Trove: 1074678
- Virtual International Authority File: 64191890
- WorldCat: E39PBJtH4vY3MPpRFYQdT48grq